# Kodeks 0249
Kodeks 0249 (Gregory-Aland no. 0249) – grecki kodeks uncjalny Nowego Testamentu na pergaminie, datowany metodą paleograficzną na X wiek. Przechowywany jest w Oksfordzie. Tekst rękopisu jest wykorzystywany we współczesnych wydaniach greckiego  Nowego Testamentu.

## Opis
Do XX wieku zachowały się 2 pergaminowe karty rękopisu, z greckim tekstem  Ewangelii Mateusza (25,1-9), z pewnymi lukami. Oryginalna karta kodeksu miała prawdopodobnie rozmiar 21 na 15 cm. Tekst prawdopodobnie był pisany dwoma kolumnami na stronę, 15 linijkami w kolumnie. Rękopis jest palimpsestem, górny tekst zawiera komentarz do Psalmów. Autorem komentarza jest Eutymiusz Zygaben. 

## Tekst
Tekst rękopisu reprezentuje mieszaną tradycję tekstualną, z dużą ilością elementu bizantyjskiego. Kurt Aland zaklasyfikował tekst rękopisu do kategorii III. 
W Mt 25,1 przekazuje wariant του νυμφιου (oblubieńca), w czym jest zgodny z Kodeksem Synajskim, Watykańskim, kodeksami Regius, W, Dubliński, f13 i rękopisami tradycji bizantyjskiej. 

## Historia
INTF datuje rękopis na X wiek . W XV wieku na jedną z kart kodeksu naniesiono minuskułowy tekst komentarza do Psalmów. 
Na listę greckich rękopisów Nowego Testamentu wciągnął go Kurt Aland w 1963 roku, oznaczając go przy pomocy siglum 0249. Rękopis jest wykorzystywany w krytycznych wydaniach greckiego Nowego Testamentu. Wykorzystany został w 26 (NA26) i 27 wydaniu Nestle-Alanda (NA27). Nie został wykorzystany w 3 wydaniu Nowego Testamentu UBS. 
Rękopis jest przechowywany w Bibliotece Bodlejańskiej (Auct.T. 4.21, ff. 326, 327) w Oksfordzie . 